# Pedret (Girona)
Pedret és un raval de Girona, a la riba dreta de l'Onyar tot just abans de la confluència amb el Ter, enllà de l'antic portal de Santa Maria o de França. Des del segle xii s'hi trobava l'hospital de leprosos, que tradicionalment es construïa extramurs.
Llocs d'interès
- Hospital de Sant Llàtzer[2]
- Centre arqueològic i museístic de Pedret[3]
- Mare de Déu del Pilar